# Diocesi di Wa
La diocesi di Wa (in latino Dioecesis Vaënsis) è una sede della Chiesa cattolica in Ghana suffraganea dell'arcidiocesi di Tamale. Nel 2022 contava 422.000 battezzati su 964.800 abitanti. È retta dal vescovo Francis Bomansaan, M. Afr.

## Territorio
La diocesi comprende l'intera Regione Nordoccidentale in Ghana.
Sede vescovile è la città di Wa, dove si trova la cattedrale di Sant'Andrea.
Il territorio è suddiviso in 25 parrocchie.

## Storia
La diocesi è stata eretta il 3 novembre 1959 con la bolla Cum venerabilis di papa Giovanni XXIII, ricavandone il territorio dalla diocesi di Tamale (oggi arcidiocesi).
Originariamente suffraganea dell'arcidiocesi di Cape Coast, il 30 maggio 1977 è entrata a far parte della provincia ecclesiastica di Tamale.

## Cronotassi dei vescovi
Si omettono i periodi di sede vacante non superiori ai 2 anni o non storicamente accertati.
- Peter Poreku Dery † (16 marzo 1960 - 18 novembre 1974 nominato vescovo di Tamale)
- Gregory Ebolawola Kpiebaya † (18 novembre 1974 - 26 marzo 1994 nominato arcivescovo di Tamale)
- Paul Bemile (19 dicembre 1994 - 17 febbraio 2016 ritirato)
- Richard Kuuia Baawobr, M. Afr. † (17 febbraio 2016 - 27 novembre 2022 deceduto)
- Francis Bomansaan, M. Afr., dal 22 maggio 2024

## Statistiche
La diocesi nel 2022 su una popolazione di 946.800 persone contava 422.000 battezzati, corrispondenti al 43,7% del totale.
| anno | popolazione | popolazione | popolazione | presbiteri | presbiteri | presbiteri | presbiteri                | diaconi | religiosi | religiosi | parrocchie |
| anno | battezzati  | totale      | %           | numero     | secolari   | regolari   | battezzati per presbitero | diaconi | uomini    | donne     | parrocchie |
| ---- | ----------- | ----------- | ----------- | ---------- | ---------- | ---------- | ------------------------- | ------- | --------- | --------- | ---------- |
| 1970 | 64.871      | 365.200     | 17,8        | 33         | 13         | 20         | 1.965                     |         | 47        | 83        | 8          |
| 1980 | 93.731      | 380.639     | 24,6        | 44         | 30         | 14         | 2.130                     |         | 52        | 117       | 12         |
| 1990 | 134.730     | 505.000     | 26,7        | 86         | 79         | 7          | 1.566                     |         | 47        | 141       | 16         |
| 1999 | 179.071     | 737.430     | 24,3        | 111        | 109        | 2          | 1.613                     |         | 40        | 136       | 21         |
| 2000 | 186.996     | 738.280     | 25,3        | 111        | 109        | 2          | 1.684                     |         | 40        | 112       | 21         |
| 2001 | 127.015     | 599.712     | 21,2        | 114        | 112        | 2          | 1.114                     |         | 40        | 117       | 21         |
| 2002 | 157.519     | 650.000     | 24,2        | 117        | 115        | 2          | 1.346                     |         | 38        | 142       | 21         |
| 2003 | 166.049     | 650.000     | 25,5        | 118        | 118        |            | 1.407                     |         | 36        | 142       | 21         |
| 2004 | 170.413     | 660.000     | 25,8        | 126        | 125        | 1          | 1.352                     |         | 37        | 120       | 21         |
| 2010 | 259.804     | 761.000     | 34,1        | 161        | 158        | 3          | 1.613                     |         | 37        | 138       | 23         |
| 2014 | 343.240     | 829.000     | 41,4        | 87         | 83         | 4          | 3.945                     |         | 38        | 147       | 25         |
| 2017 | 385.740     | 880.960     | 43,8        | 89         | 85         | 4          | 4.334                     |         | 38        | 152       | 25         |
| 2020 | 413.000     | 943.800     | 43,8        | 92         | 88         | 4          | 4.489                     |         | 38        | 152       | 25         |
| 2022 | 422.000     | 964.800     | 43,7        | 94         | 90         | 4          | 4.489                     |         | 38        | 152       | 25         |